# Gliszczyński (Adelsgeschlechter)

Gliszczyński

Gliszczyński ist der Beiname verschiedener pommerellischer Adelsgeschlechter. Zu den Geschlechtern, die den Beinamen tragen, gehören die Buchon, Chamier, Jutrzenka, Mrozek, Szpot und Zamek. Die Schreibweise des Namens variiert von Glyscinski, Glisczynski, Gliszynski, Glisczinski, Gliczynski, von Glyschinsky, Gliszczynski bis Gliske. Der Beiname bezieht sich auf den Ort Gliśno Wielkie in Pommern, an dem die verschiedenen Geschlechter ansässig waren.

## Geschichte

### Herkunft
An der Stelle des heutigen Gliśno Wielkie bestand wahrscheinlich im 13. Jahrhundert eine erste Siedlung. Zu dieser Zeit gehörte das Gebiet zum Herzogtum Pommerellen, ehe um 1310 für einige Jahre dort die Markgrafen von Brandenburg herrschten.
Eine der ältesten Aufzeichnungen über den Ort Gliśno stammt aus einer Handfeste aus dem Jahr 1374: Der Edle Nickil von Glissen (Nickil de Glyszyn, nobilis) erhielt am 7. November 1374 vierzehn Hufen zu Gliśno von Winrich von Kniprode, dem Hochmeister des Deutschen Ordens zur Bewirtschaftung und Verteidigung. Zeugen der Verbriefung und Versiegelung des Besitzrechtes (nach Kulmer Recht) waren: Sweder von Pellant (Oberster Tressler des Deutschen Ordens), Heinrich von Grobitz (Komtur von Schlochau), Kaplan Niklas und Baldewin von Frankenhofen (Pfleger von Tuchel).
Nach dem Tod des letzten Pommernherzogs Bogislaw XIV. im Jahr 1637 fiel das Gebiet um Gliśno wieder an das Königreich Polen zurück. Nach den Polnischen Teilungen erfolgte die königlich-preußische Nobilitierung der Familie.
Mit Dejanicz von Gliszczyński, zugleich Generalmajor, stellte die Familie im 19. Jahrhundert einflussreiche Politiker in Schlesien. Ein gleichnamiger Dejanicz von Gliszczyński, genannt Anton, Geheimer Ober-Justiz- und Kammergerichtsrat zu Berlin, wurde ebenfalls aktiver Politiker. In den Weltkriegen, insbesondere von 1939 bis 1945, dienten die Familienglieder für die deutschen Staaten, mit hohen Verlusten. Zwei Gliszczyńskis wurden 1939 von der SS ermordet.

## Besitzungen
Die Familie konnte zunächst nur kleineren Grundbesitz in Pommern nachweisen, jeweils mit Anteilen an Gütern in Zemmen und Groß Gustkow oder Reckow. Erst nach 1900 erwarb eine Familienlinie mit Klein Koitz im lausitzischen Landkreis Spremberg nennenswertes Eigentum. Vereinzelte Familienglieder führten hier den Namen von Chamier Gliszczynski, von Chamier-Gliszczynski und ließen sich um 1935 die Namensführung eindeutschen im von Chamier Gliesen.

## Bekannte Namensträger
- Anton Gliszczynski (1766–1835), polnischer Graf und Staatsmann
- Hans August von Glisczinski (1803–1886), preußischer Generalleutnant u. Kommandeur der 4. Division in Bromberg
- Emil von Glisczynski (1804–1885), preußischer Generalleutnant
- Edmund Joseph von Dejanicz Gliszczynski (1825–1896), preußischer Generalmajor und Mitglied des 18. Preußischen Abgeordnetenhauses
- Karl Friedrich Wilhelm von Chamier Glisczynski (1834–1901), preußischer Generalmajor
- Carl von Chamier Glysczinski (1837–1885), preußischer Generalmajor
- Anton von Dejanicz Gliszczynski (1820–1905), Mitglied des Preußischen Abgeordnetenhauses (1882–1898), Mitglied im Reichstag des Norddeutschen Bundes sowie Mitglied des Reichstages im deutschen Kaiserreich (1887–1893).
- Hans von Chamier Glisczinski (1884–1970), deutscher Politiker der Weimarer Republik
- Wolfgang von Chamier Glisczinski (1894–1943), deutscher Generalleutnant
- Bernhard von Glisczynski (1912–1992), deutscher Bauingenieur, Manager und Denkmalschützer
- Götz von Glisczynski (1942–2004), deutscher Jurist und Autor